# Hugh Bonneville
Hugh Richard Bonneville Williams (Londres, 10 de novembro de 1963) é um ator inglês.

## Biografia
Bonneville nasceu em Londres no dia 10 de novembro de 1963, estudando na Sherborne School, em Sherborne, Dorset, e depois na Corpus Christi College da Universidade de Cambridge, estudanto teologia. Ele também estudou atuação na Webber Douglas Academy of Dramatic Art e na National Youth Theatre.

## Carreira
Em 1987 ele juntou-se ao Royal National Theatre, aparecendo em várias peças. Em 1991 ele foi para a Royal Shakespeare Company, interpretando Laerte em Hamlet, dirigido por Kenneth Branagh. Ele também foi Valentine em The Two Gentlemen of Verona, Bergetto em 'Tis Pity She's a Whore e Kastril (posteriormente Surly) em The Alchemist.
Seu primeiro papel na televisão foi em 1990, interpretando Jas em dois episódios da série Chancer. No início da carreira, ele era creditado como Richard Bonneville. Nos anos seguintes ele apareceu em séries como Dodgem, The Memoirs of Sherlock Holmes, The Vet, Married for Life e Get Well Soon, e filmes como Mary Shelley's Frankenstein, Tomorrow Never Dies e Notting Hill.
Em 2001, Bonneville interpretou o jovem John Bayley no filme Iris, recebendo uma indicação ao BAFTA de Melhor Ator Coadjuvante. Ele continuou a trabalhar em filmes e séries; em 2010 ele conseguiu o papel principal de Robert Crawley, Conde de Grantham na série Downton Abbey, recebendo indicações ao Primetime Emmy Award de Melhor Ator em Série Dramática e ao Golden Globe Award de Melhor Ator – Minissérie ou Filme, vencendo o Screen Actors Guild Award de Melhor Elenco em Série Dramática.